# Dipartimento di Ojo de Agua
Ojo de Agua è un dipartimento argentino, situato nella parte meridionale della provincia di Santiago del Estero, con capoluogo Villa Ojo de Agua.

## Descrizione
Confina a nord con i dipartimenti di Loreto e Atamisqui; a est con il dipartimento di Quebrachos, a sud la provincia di Córdoba, e a ovest con il dipartimento di Choya.
Secondo il censimento del 2001, su un territorio di 6.269 km², la popolazione ammontava a 13.352 abitanti.
Municipi e “comisiones municipales” del dipartimento sono:
- Sol de Julio
- Villa Ojo de Agua